# Сексологія
Сексологія — наука, що вивчає статеве життя людини, як сукупність її тілесних, психічних і соціальних процесів в основі яких лежить, і за допомогою яких задовільняється, статевий потяг.
Сексологія — наукова дисципліна, що вивчає всі прояви сексуальності людини, включаючи як спроби охарактеризувати нормальну сексуальність, так і вивчення мінливості сексуальних практик, включаючи і так звані парафілії (або сексуальні девіації).
Сучасна сексологія — мультидисциплінарне поле досліджень, в якому використовуються методи ряду суміжних дисциплін: біології, медицини, психології, статистики, епідеміології, педагогіки, соціології, антропології, а іноді і криміналістики. Вона вивчає розвиток сексуальності і розвиток сексуального контакту, включаючи техніку статевих зносин і розлади статевої сфери. Дослідники документують сексуальність найрізноманітніших груп суспільства, таких як люди з обмеженими фізичними можливостями, дітей, літніх людей, і випадки сексуальної патології, такі як патологічну одержимість сексом або сексуальні домагання стосовно дітей.
Слід зазначити, що сексологія — описує, а не вимагає[прояснити]. Вона намагається документувати певні аспекти реальності, а не наказувати, яка поведінка буде доречною, етичною чи моральною. Сексологія часто ставала предметом конфліктів між її прихильниками, та тими, хто вважає, що сексологія зазіхає на сакральні основи людського життя, або тими, хто заперечує, з філософської точки зору, претензії сексологів на об'єктивність і емпіричну методологію.

## Розділи сексології
Виокремлюють декілька відносно самостійних напрямків досліджень в рамках сексології:
- Нормальна сексологія, що вивчає біологічні, анатомічні, фізіологічні, психологічні та соціальні аспекти сексуальної поведінки людини, які не є відхиленнями від норми з медичної точки зору.
- Клінічна (медична) сексологія, що займається профілактикою, діагностикою і лікуванням розладів здоров'я, пов'язаних з сексуальною поведінкою.
- Етнокультурна сексологія, що вивчає історичні і культурні відмінності в образі і стереотипах сексуальної поведінки, в інших питаннях, пов'язаних у відмінностях між статтями, наявних у різних народів у різні періоди часу.
- Судова та кримінальна сексологія узагальнює ті аспекти знань про статеву поведінку, які можуть стати корисними в розслідуванні і профілактиці статевих злочинів та злочинів проти суспільної моралі.
- Фамілістика, що вивчає статеві відносини в рамках родини, особливості виконання батьківських ролей в залежності від статті і т. д.